# Alvorada - Aufbruch in Brasilien
Alvorada – Aufbruch in Brasilien  é um documentário alemão de 1962, dirigido por Hugo Niebeling. O filme aborda a história do país sul-americano Brasil, desde sua descoberta pelos exploradores portugueses até a construção da nova capital Brasília.
Foi exibido na 16° edição do Festival de Cannes, no qual concorreu à Palma de Ouro, além de indicado ao Oscar de melhor documentário, na edição do Oscar 1963.